# فلات قره‌باغ

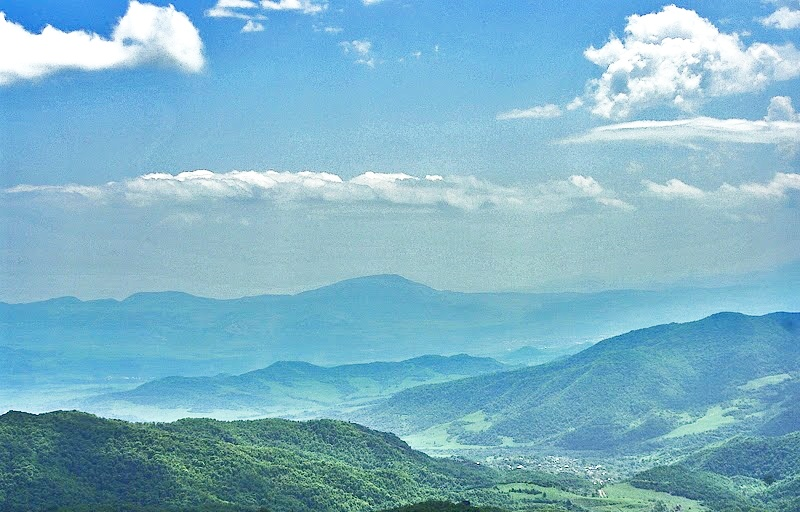
نمایی از فلات قره‌باغ از قلعه کاچاغاکابرد

فلات قره‌باغ (به ترکی آذربایجانی: Qarabağ yaylası، ارمنی: Ղարաբաղի բարձրավանդակ) یک فلات آتشفشانی در ناحیه قفقاز کوچک و در کشورهای ارمنستان و جمهوری آذربایجان است. این فلات از جنوب با رشته‌کوه مراوی به سمت رشته‌کوه سیوان شرقی امتداد دارد. دانشنامه بزرگ شوروی این فلات را در میان کوهستان زانگزور و رشته‌کوه قره‌باغ می‌داند. رود هاکاری شاخه چپ رود ارس این فلات را از رشته‌کوه قره‌باغ جدا می‌کند. بلندترین نقطه این فلات دلی‌داغ (Dəlidağ) با ۳۶۱۶ متر ارتفاع است. این فلات دارای شماری از آتشفشان‌های منقرض‌شده است که بلندترین آن‌ها قزل‌بغاز با ارتفاع ۳۵۸۱ متر است.